# クロボシセセリ
クロボシセセリ（黒星挵、 Suastus gremius）は、チョウ目（鱗翅目）セセリチョウ上科セセリチョウ科に属するチョウの一種。

## 概要
セセリチョウは通常濃褐色に白紋を持つが、本種はそれらとは逆で灰色地に黒点を持つ。大きさや形態は普通のセセリと変わらない。前翅には白点もあるが、これは雌の方がより顕著に現れる。
もともと日本には分布しておらず、風に乗って国外から飛来したものが確認される程度であった。1970年代に石垣島で確認されたのを皮切りとして、現在は土着している。
幼虫の食樹はシンノウヤシ・シュロチク・カンノンチクなどのヤシ科。多化性で越冬態は不定。成虫は朝と夕方によく見られる。

## 分布
沖縄本島・宮古島・石垣島・竹富島（現在は分布域が広がっている可能性もあり）。国外では東洋区。